# Le Rouet d'ivoire
Le Rouet d'ivoire est un roman d'Émile Moselly publié en 1907.

## Résumé
L'auteur prend pour sujet son enfance en Lorraine ; le titre venant du rouet, de buis et d'ivoire que sa grand-mère utilisait pour le chanvre.

## Éditions
- Le Rouet d'ivoire, aux Cahiers de la quinzaine, Paris, 1907.
- Le Rouet d'ivoire, aux éditions Plon, Paris, 1908.